# Macmillan Publishers
Macmillan Publishers Ltd, též známé jako Macmillan Group, je soukromé mezinárodní vydavatelství, které působí ve více než 70 zemích světa. Mezi jeho divize patří Macmillan Education, Pan Macmillan, Palgrave Macmillan a další. Současným majitelem Macmillan Publishers Ltd je velká mediální skupina Verlagsgruppe Georg von Holtzbrinck GmbH.

## Historie
Nakladatelství Macmillan roku 1843 v Londýně  založili bratři Daniel a Alexander Macmillanovi, kteří začali vydávat díla známých autorů, jako byli např. Lewis Carroll, Alfred Lord Tennyson, Thomas Hardy a Rudyard Kipling. Jejich podnikatelská prozíravost je vedla k vydávání slovníků a časopisů, z nichž některé vycházejí dodnes (např. Nature).
Koncem 60. let minulého století se stal předsedou společnosti Harold Macmillan, bývalý britský ministerský předseda a budoucí rektor Oxfordské univerzity, a nakladatelství Macmillan začalo rozšiřovat svoji působnost v oblasti akademické, vzdělávací i literární. V té době byly založeny dceřiné společnosti v Japonsku, Mexiku a také v Africe a Asii.
V roce 1999 se majitelem Macmillan Publishers Ltd stala Verlagsgruppe Georg von Holtzbrinck GmbH.